# Quo (album)
Quo je sedmé studiové album anglické rockové skupiny Status Quo, vydané v roce 1974. Album vyšlo u Vertigo Records ve Spojeném království a u A&M Records v USA.

## Seznam skladeb
| Pořadí | Název                                       | Autor                                     | Délka |
| ------ | ------------------------------------------- | ----------------------------------------- | ----- |
| 1.     | Backwater                                   | Parfitt, Lancaster                        | 4:22  |
| 2.     | Just Take Me                                | Parfitt, Lancaster                        | 3:31  |
| 3.     | Break the Rules                             | Rossi, Parfitt, Lancaster, Coghlan, Young | 3:37  |
| 4.     | Drifting Away                               | Parfitt, Lancaster                        | 5:00  |
| 5.     | Don't Think it Matters                      | Parfitt, Lancaster                        | 4:48  |
| 6.     | Fine Fine Fine                              | Rossi, Young                              | 2:31  |
| 7.     | Lonely Man                                  | Parfitt, Lancaster                        | 5:05  |
| 8.     | Slow Train                                  | Rossi, Young                              | 7:55  |
| 9.     | Lonely Night (bonus na reedici v roce 2005) | Rossi, Parfitt, Lancaster, Coghlan, Young | 3:26  |

## Sestava
- Francis Rossi - kytara, zpěv
- Rick Parfitt - kytara, zpěv
- Alan Lancaster - baskytara, zpěv
- John Coghlan - bicí